# Dotto vitellino
Il dotto vitellino, noto anche come dotto onfalomesenterico, è, nell'embrione umano, un canale di collegamento tra il sacco vitellino e il lume dell'intestino. È presente a partire dalla 4ª settimana, quando il sacco vitellino appare come una piccola vescica a forma di pera.

## Funzione

### Obliterazione
Il dotto generalmente si oblitera, si restringe e scompare durante la 9ª settimana gestazionale. Può tuttavia rimanere parzialmente pervio generando una cosiddetta fistola vitellina, che porta all'espulsione di meconio attraverso l'ombelico.

## Patologia

### Il diverticolo di Meckel
ll diverticolo di Meckel è un'anomalia congenita dovuta alla presenza di un residuo del dotto vitellino, che restringe in un diverticolo patologico, un sacco a fondo cieco a livello ileale. Questi diverticoli sono due volte più comuni nei maschi rispetto alle femmine, il numero di diverticoli sintomatici è del 4%.